# Lingue tirreniche
La famiglia di lingue tirreniche o tirseniche, dal nome Tyrrhenoi o Tyrsenoi con cui i Greci antichi chiamavano genericamente gli Etruschi, detta anche reto-tirrenica, è una classificazione di lingue proposta dal linguista Helmut Rix che ha ottenuto grande consenso tra i linguisti. Le famiglia linguistica comprende la lingua etrusca, la retica attestata nelle Alpi, e la lemnia attestata in poche iscrizioni rinvenute a Lemnos, lingue che Rix identificò in stretta relazione avendo evidenziato un certo numero di parole imparentate. A queste si potrebbe aggiungere con dovute cautele la lingua camuna, che sembra essere correlata alla lingua retica, anche se la questione rimane aperta. La famiglia di lingue tirreniche è considerata preindoeuropea e paleoeuropea.

## Storia

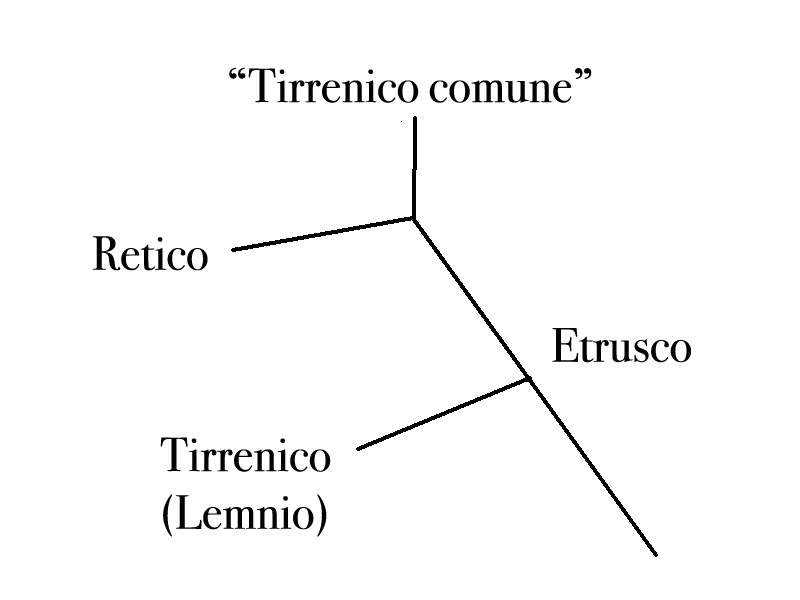
L'albero della famiglia linguistica tirrenica, così come proposto da de Simone e Marchesini (2013)

Nel 1998 il linguista tedesco Helmut Rix propone la famiglia linguistica tirrenica, che comprende la lingua etrusca parlata in Etruria, la lingua retica parlata nelle Alpi, insieme alla lingua lemnia attestata da un numero piccolo di iscrizioni dell'isola greca di Lemno nel Mar Egeo, lingue che Rix identifica in stretta relazione.
In sintonia con Rix, successivi studi di Stefan Schumacher, Norbert Oettinger, Carlo De Simone e Simona Marchesini hanno confermato l'ipotesi, sulla base di caratteristiche comuni trovate in queste lingue nella morfologia, fonologia e sintassi, mentre le corrispondenze lessicali sarebbero meno documentate, anche dato l'esiguo numero di attestazioni per alcune lingue di questa famiglia, in particolare la lingua lemnia. Si è quindi ipotizzato che retico ed etrusco discendano da un "tirrenico comune" che non appartiene alla famiglia indoeuropea e dal quale si sarebbero divisi in tempi remoti, in una fase della preistoria antecedente all'età del Bronzo, in un periodo di molto precedente a quanto sostenuto da Rix che ipotizzò che il prototirrenico (o prototirsenico) sia potuto esistere nell'ultimo quarto del II millennio a.C..
La lingua attestata nelle iscrizioni dall'isola di Lemno, il Lemnio, che farebbe parte della stessa famiglia linguistica tirrenica, avrebbe, invece, un tempo di separazione dalla lingua etrusca di molto successivo a quello tra lingua etrusca e lingua retica, compatibile con l'ipotesi che la lingua lemnia sia riconducibile a un'espansione protostorica di Etruschi da occidente, come già sostenuto da Norbert Oettinger, Michel Gras e Carlo De Simone che vedono nel lemnio la testimonianza di un insediamento piratesco etrusco nell'isola nella parte settentrionale del Mar Egeo avvenuto prima del 700 a.C. Anche lo storico olandese Luuk de Ligt ipotizza che la presenza nel VI secolo a.C. nell'isola di Lemno di una comunità che parlava una lingua simile all'etrusco sia dovuta a movimenti di mercenari arruolati nella penisola italica dai Micenei, così come l'archeologo austriaco Reinhard Jung collega questi movimenti di guerrieri dall'Italia nell’Egeo, e dall’Egeo al Vicino Oriente, ai Popoli del Mare. Mentre alcuni linguisti avevano precedentemente ipotizzato che il lemnio appartenesse a un sostrato preistorico egeo o paragreco esteso dall'Asia Minore ai Balcani, alla Grecia e all'Italia.
Il consenso tra gli studiosi è che la famiglia di lingue tirreniche sia preindoeuropea, e paleoeuropea e non sia né indoeuropea e né semitica. Le lingue tirreniche discenderebbero, quindi, dalle lingue preindoeuropee e paleoeuropee parlate in Europa almeno sin dal neolitico prima dell'arrivo delle lingue indoeuropee durante l'età del bronzo, anche dette paleoeuropee.

## Archeogenetica
Uno studio del 2021 dell'Istituto Max Planck, delle università di Tubinga, Firenze e Harvard, pubblicato nella rivista internazionale Science Advances, ha analizzato gli aplogruppi del cromosoma Y e del DNA mitocondriale, e il DNA autosomico di 82 campioni antichi provenienti dell'Etruria (Toscana e Lazio) e dall'Italia meridionale (Basilicata) appartenenti a un periodo tra l'800 a.C. e il 1000 AD, tra cui 48 individui dell'età del Ferro. Lo studio ha concluso che nei campioni di individui etruschi provenienti dalla Toscana e Lazio fosse presente la componente ancestrale Steppe nelle stesse percentuali trovate nei campioni di Latini precedentemente analizzati, e che nel DNA degli Etruschi fosse del tutto assente un segnale di recente commistione con l'Anatolia e con il Mediterraneo orientale, concludendo che gli Etruschi erano autoctoni e avevano un profilo genetico del tutto simile a quello dei vicini Latini della prima età del Ferro. Inoltre, la mancanza di ascendenza dal Mediterraneo orientale negli Etruschi potrebbe suggerire che la stretta affinità linguistica tra etrusco, retico e lemnio rappresenti movimenti di popolazione che partono dalla penisola italiana. Il 75% dei campioni di individui etruschi di sesso maschile è risultato appartenere all'aplogruppo R1b (R-M269), il più diffuso ancora oggi nella popolazione moderna dell'Europa occidentale, soprattutto R1b-P312, R1b-U152 e il suo derivato R1b-L2, arrivati in Etruria dall'Europa centrale nell'età del Bronzo. Mentre il resto dei campioni etruschi apparteneva a sub-cladi di G2a (G-P15) (in particolare G2a-L497, formatosi in Europa centrale) che hanno fatto la loro comparsa in Europa nel neolitico con la diffusione dell'agricoltura, e ancora oggi diffuse tra la popolazione moderna europea. Per quanto riguarda gli aplogruppi del DNA mitocondriale, il più diffuso era largamente H, il più diffuso ancora oggi nella popolazione moderna europea.